# Хулио Мусимеси
Хулио Елиас Мусимеси e аржентински вратар по футбол, играч на Нюелс Олд Бойс, Бока Хуниорс, националния отбор по футбол на Аржентина и е дядо на Лионел Меси.

## Биография
Роден е на 9 юли 1924 г. в Ресистенсия, Аржентина. Мусимеси започва своята кариера през 1944 г. в Нюелс Олд Бойс, където той играе 183 пъти за клуба преди трансфера си в Бока Хуниорс през 1953 г. През 1954 г. Бока печели шампионата в Примера Дивисион (Аржентина).
В края на кариерата си играе за Грийн Крос в Чили.
На международно ниво Мусимеси играе 14 пъти за Аржентина. Той е част от отбора, когато той печели Копа Америка през 1955 г. Той е включен и в състава на Копа Америка през 1956 г. и в съставите на Световното първенство през 1958 г.
Умира на 27 август 1997 г. в Морон, Аржентина.